# نیروهای مسلح سنگاپور
نیروهای مسلح سنگاپور ( به انگلیسی: SAF یا Singapore armed forces) بازوی نظامی استراتژی دفاع تمام عیار کشور جمهوری سنگاپور و نیز عنصر نظامی وزارت دفاع سنگاپور است.
این نیروها دارای سه شاخهٔ ارتش سنگاپور، نیروی هوایی جمهوری سنگاپور (RSAF) و نیروی دریایی جمهوری سنگاپور (RSN) است. نیروهای مسلح از منافع، اقتدار و تمامیت ارضی سنگاپور در برابر تهدیدات خارجی حفاظت می‌کند.
نیروهای مسلح شدیداً وابسته به تعداد زیاد سربازان وظیفهٔ فعال و ذخیره است. این نیرو دارای نیروهای فعال در حدود ۷۱٬۶۰۰ خدمه و قادر به فراخوانی و استفاده از بیش از ۹۰۰٬۰۰۰ ذخیره در هنگام نیاز است. نیروهای ذخیره تا بیش از ۸۰٪ نظام دفاعی ارتش آن را تأمین کرده و استخوان بندی آن را تشکیل می‌دهند. نیروهای ذخیره نماد خواستهٔ جمعی سنگاپور برای ایستادن روی پای خود به منظور تأمین امنیت این کشور است.